# ژاناقوریلیس (استان قراغندی)
ژاناقوریلیس (انگلیسی: Zhanakurylys) یک شهرک در استان قراغندی کشور قزاقستان است.